# Gözde Mutluer
Gözde Mutluer (* 4. Oktober 1991 in Izmit) ist eine türkische Schauspielerin.

## Leben und Karriere
Mutluer wurde am 4. Oktober 1991 in Izmit geboren. Sie studierte an der Marmara-Universität. Ihr Debüt gab sie 2009 in der Fernsehserie Melekler Korusun. Danach trat sie 2012 in Lale Devri auf. 2016 wurde Mutluer für die Serie Asla Vazgeçmem gecastet. Anschließend bekam sie 2019 in dem Film 4N1K İlk Aşk die Hauptrolle. Unter anderem spielte sie in der Serie 4N1K Yeni Başlangıçlar mit. Mutluer spielte 2022 in dem Film Burçlar die Hauptrolle. Außerdem heiratete sie 2020 Kaan Karsan.

## Filmografie
Filme
- 2012: Dağ
- 2013: Benimle Oynar Mısın?
- 2015: Kardeşim Benim
- 2015: 4N1K
- 2018: 4N1K 2
- 2018: Kardeşler
- 2021: 4N1K Düğün
- 2022: Burçlar

Serien
- 2009: Melekler Korusun
- 2011: Tövbeler Tövbesi
- 2012: Lale Devri
- 2014: Not Defteri
- 2014: Aşkın Kanunu
- 2015: Bana Baba Dedi
- 2016: Asla Vazgeçmem
- 2016: Kördüğüm
- 2018: 4N1K İlk Aşk
- 2019: 4N1K Yeni Başlangıçlar
- 2021: Masumlar Apartmanı

## Auszeichnungen

### Gewonnen
- 2018: 25. Uluslararası Adana Film Festivali[4]